# Марсіянин (фільм)
«Марсіянин» (англ. The Martian) — американський науково-фантастичний фільм, знятий Рідлі Скоттом за однойменним романом Енді Вейра, який було адаптовано в сценарій Дрю Годдардом. Астронавт Марк Вотні (Метт Деймон), якого помилково вважають мертвим, залишається один на планеті Марс і робить усе для того, щоб вижити в цій ситуації. Також у ролях — Джессіка Честейн, Крістен Віг, Джефф Деніелс, Майкл Пенья, Кейт Мара, Шон Бін, Себастіан Стен, Аксель Генні та Чівател Еджіофор.
Продюсер Саймон Кінберг почав працювати над фільмом після придбання компанією 20th Century Fox прав на екранізацію роману в березні 2013 року. Дрю Годдард адаптував роман у сценарій і повинен був зайняти режисерське крісло, але проєкт зупинився й він відмовився. Пізніше Рідлі Скотта було призначено режисером, а головну роль отримав Метт Деймон, і тоді проєктові дали зелене світло. Знімання почали в листопаді 2014 року, яке тривало приблизно 70 днів. Близько 20 декорацій було побудовано в Будапешті на одному з найбільших знімальних майданчиків у світі. Пустеля Ваді Рам у Йорданії також слугувала тлом Марса під час знімання фільму. Енді Вір, який зблизився з НАСА після публікації роману, брав участь разом із Рідлі Скоттом у космічній програмі заради відтворення наукової точності у фільмі.
Світова прем'єра «Марсіянина» відбулась 11 вересня 2015 року на міжнародному кінофестивалі в Торонто. В український широкий прокат фільм вийшов 8 жовтня 2015 року у 2D та 3D.

## Сюжет
Під час роботи експедиції «Арес-3» на Марсі починається сильна піщана буря, через яку інженер і біолог Марк Вотні губиться, а інші члени команди вважають його загиблим. Командир Мелісса Льюїс, не ризикуючи життями всієї місії, вирішує евакуюватися з планети без Вотні. Але Марк виживає і використовує свої знання ботаніка для вирощування їжі в штучному середовищі проживання, очікуючи, що йому треба протриматись чотири роки, перш ніж прибуде наступна пілотована місія. Для підтримки морального духу він записує відеоролики.
Після аналізу супутникових фотографій Марса, інженери НАСА Вінсент Капур і Мінді Парк розуміють, що Вотні вижив, і відразу ж намагаються встановити контакт. Марк знаходить Pathfinder, який перебуває на Марсі з 1997 року, і використовує шістнадцяткове кодування для зв'язку з Землею, а потім за допомогою двигуна марсохода встановлює зв'язок.
Тим часом як Вотні продовжує вирощувати посіви й готувати місце посадки наступного пілотованого польоту, голова НАСА Тедді Сандерс планує відправити зонд на Марс з запасами для Вотні. Але кваплива підготовка запуску зонда закінчується вибухом на старті. Згодом і у Вотні починаються проблеми: шлюз штучного середовища проживання несподівано розгерметизовується, знищуючи значну частину врожаю і ставлячи під питання його виживання. Китайське національне космічне управління пропонує НАСА вихід: вони можуть відправити зонд безпосередньо до Вотні, що допоможе йому протриматись до пілотованої місії «Арес-4», або здійснити план астродинаміста Річа Пернелла, який виявив «рогатку» — траєкторію, що могла б утримати корабель «Гермес» і екіпаж «Арес-3» на орбіті Марса, що дасть змогу на нетривалу місію з порятунку Вотні, використовуючи китайську ракету для поповнення запасів «Гермесу», який «Арес-3» перехопить, пролітаючи повз Землю. Сандерс і керівник екіпажу Мітч Гендерсон сперечаються через кращий план.
Тим часом команді Льюїс не сказали про виживання Вотні, побоюючись, що це відверне їх увагу від безпечного повернення додому на Землю. Проте дізнавшись правду від Гендерсона, вони ігнорують накази керівництва й діють за планом Пернелла.
Після семи місяців, і в очікуванні зонда з запасами, Вотні удосконалює марсохід і перенаправляє всі свої ключові системи життєзабезпечення до місця посадки місії «Арес-4», яка була доставлена туди для зльоту з поверхні Марса. Слідуючи інструкціям Капура, він позбавляє ракети-носія «Арес-4», щоб зберегти вагу, використовуючи свій скафандр для захисту від космічного вакууму, і стартує з поверхні Марса. Йому не вдається набрати достатню висоту, і команді корабля «Гермес» доводиться піти на небезпечний маневр з нештатним гальмуванням корабля на орбіті для порятунку Вотні.
Після повернення на Землю Вотні починає перший день свого нового життя, і згодом стає інструктором НАСА з підготовки астронавтів, ділячись з ними своїм досвідом з розв'язання проблем і творчої інженерії.

## У ролях
| Актор            | Роль                                              |
| ---------------- | ------------------------------------------------- |
| Метт Деймон      | астронавт Марк Вотні                              |
| Джессіка Честейн | командир екіпажу Мелісса Льюїс                    |
| Чиветел Еджіофор | керівник програми «Арес» Вінсент Капур            |
| Джефф Денієлс    | директор NASA Тедді Сандерс                       |
| Крістен Віг      | директор прес-служби NASA Енні Монтроуз           |
| Майкл Пенья      | астронавт Майор Рік Мартінез                      |
| Кейт Мара        | астронавт Бет Йоганссон                           |
| Шон Бін          | директор управління польотами NASA Мітч Гендерсон |
| Себастіан Стен   | астронавт Д-р Кріс Бек                            |
| Аксель Генні     | астронавт Алекс Фогель                            |

| Актор          | Роль                                  |
| -------------- | ------------------------------------- |
| Дональд Гловер | астрофізик, працівник NASA Річ Пернел |
| Бенедикт Вонг  | директор JPL Брюс Ін                  |
| Маккензі Девіс | працівник NASA Мінді Парк             |
| Наомі Скотт    | Реко                                  |
| Нік Могаммед   | Тім Граймс                            |
| Едді Ко        | Гуо Мін                               |
| Чен Шу         | Чжу Тао                               |
| Лілі Бордан    | Блер                                  |
| Джонатан Аріс  | Брендан Гейтч                         |

| |  |  |  |  |  |
| Екіпаж Hermes: Метт Деймон, Джессіка Честейн, Себастіан Стен, Майкл Пенья, Кейт Мара, Аксель Генні |  |  |  |  |  |

| |  |  |  |  |  |
| Наземні служби: Чіветел Еджіофор, Маккензі Девіс, Шон Бін, Дональд Гловер, Джефф Деніелс, Крістен Віг |  |  |  |  |  |

Честейн підготувалася до своєї ролі, зустрівшись з астронавтами та вченими в Лабораторії реактивного руху та Космічному центрі Ліндона Б. Джонсона. Її надихнула астронавтка Трейсі Колдуелл Дайсон, яка сказала: «Вона дуже правдива, дуже відверта. Моя героїня має справу з почуттям провини через те, що залишила члена екіпажу, але вона все ще відповідає за життя п'яти інших членів екіпажу. Я намагався зіграйте її такою, якою була б Трейсі в ті моменти.» Деймон готувався до ролі іншим методом, ніж Честейн. Він пояснив: «Для мене репетиційний процес полягав у тому, щоб сидіти з Рідлі і проходити ніби рядок за рядком і момент за моментом через сценарій і розігрувати план нападу на те, чого ми хотіли досягти в кожній сцені».
Media Action Network for Asian-Americans (MANAA) розкритикувала вибір білого актора Маккензі Девіс на роль Мінді Парк, яку автор Енді Вейр описав як американку корейського походження. Група також розкритикувала вибір Чіветела Еджіофора на роль Вінсента Капура, якого, за словами MANAA, Вейр описав як персонажа азійського індіанця. У романі персонажа звали Венкат Капур, і він ідентифікував себе за релігією як індуїст (у фільмі баптист і індуїст). Група назвала кастинг відбілюванням і заявила, що азійські актори, будучи недостатньо представленими в Голлівуді, були позбавлені акторських можливостей. Вейр сказав у жовтні 2015 року, що він сприймає Мінді Пак як корейку, але сказав, що він прямо не писав її корейкою. Він також відкинув критику щодо обрання Еджіофора на роль Капура: «[Капур] американець. Американці походять з багатьох різних джерел. Ви можете бути Венкатом Капуром і чорним». В оригінальному романі Вейр навмисно уникав включення фізичного описи його персонажів.
Наомі Скотт була обрана на роль Рьоко, члена команди JPL. Вона знімала свої сцени, але вони були вилучені з фінального відрізка, внаслідок чого її поява стала німою роллю.

## Виробництво

### Творці
- Рідлі Скотт — режисер, продюсер
- Саймон Кінберг — продюсер
- Майкл Шефер — продюсер
- Адітья Суд — продюсер
- Марг Гаффем — продюсер
- Дрю Годдард — сценарист
- Енді Вір — автор джерела
- Даріуш Вольські — оператор
- Артур Макс — художник-постановник
- Джанті Ейтс — художник з костюмів
- П'єтро Скалія — монтажер
- Гаррі Греґсон-Вільямс — композитор

### Розробка

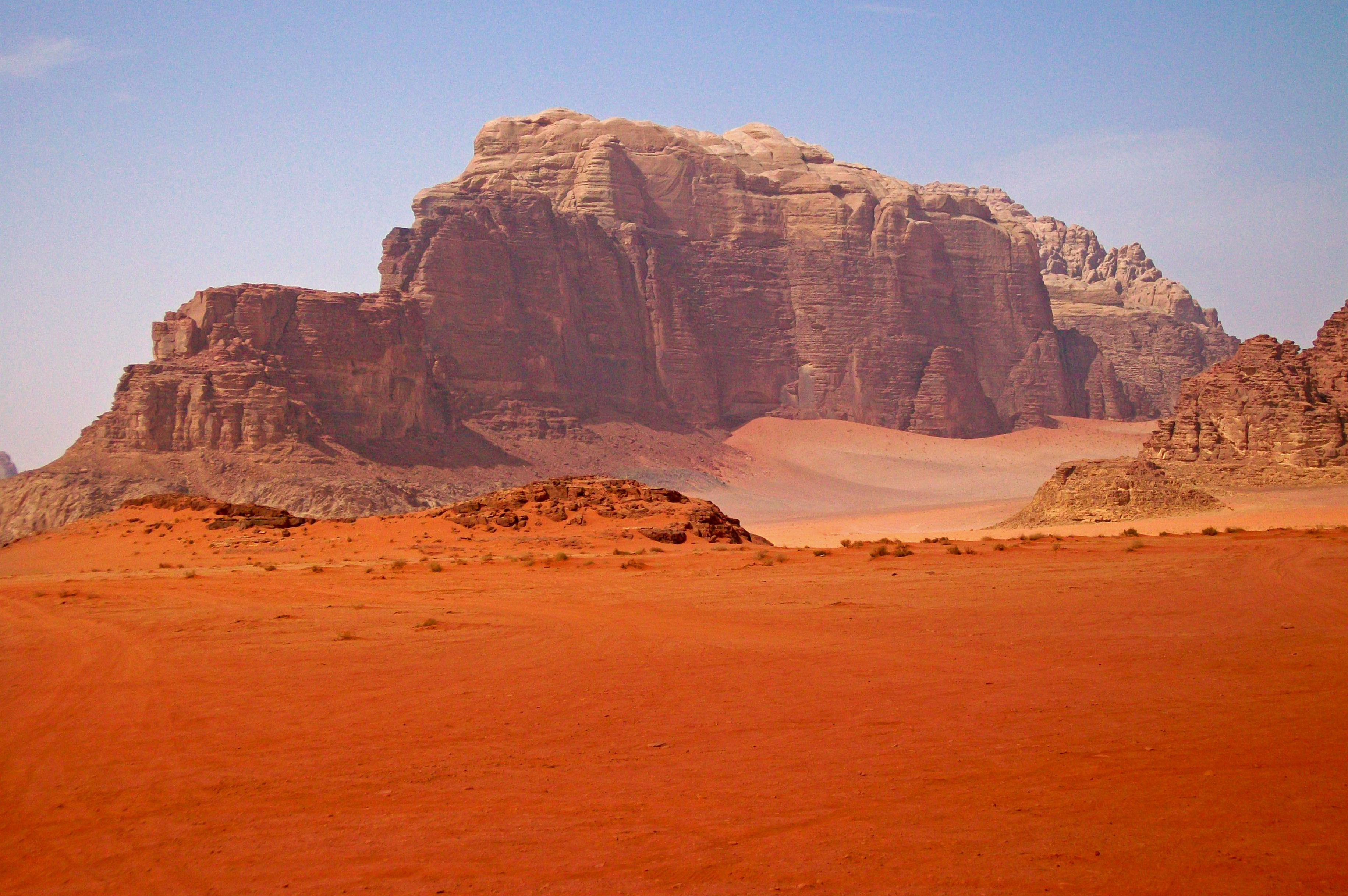
Пустеля Ваді Рам в Йорданії слугувала фоном Марса під час знімання фільму

У березні 2013 року 20th Century Fox придбала права на фільм та найняла сценариста Дрю Годдарда для адаптації. У травні 2014 стало відомо, що Рідлі Скотт веде переговори, щодо екранізації з Меттом Деймоном у ролі Марка Вотні. 3 вересня Джессіка Честейн отримала головну жіночу роль. 16 вересня Маккензі Девіс приєдналася до акторського складу з невеличкою вирішальною роллю, а 17 вересня — Кейт Мара. 24 вересня було оголошено, що Майкл Пенья знаходиться на ранній стадії переговорів, але його участь буде залежати від графіка актора. 2 жовтня Джефф Денієлс отримав роль директора NASA. 10 жовтня Дональд Гловер і Аксель Генні отримали ролі молодих робітників NASA. 20 жовтня Шон Бін приєднався до проєкту, щоб зіграти роль керівника польотів NASA. 23 жовтня Чиветел Еджіофор і Себастіан Стен приєдналися до акторського складу, перший зіграє керівника марсіанської місії Венката Капура.

### Знімання
Знімання почали 10 листопада 2014 року у Будапешті.

## Маркетинг
5 грудня 2014 року титульна сторінка сценарію «Марсіянина» з малюнками самого режисера була поміщена в спеціальну капсулу на борту космічного корабля Orion під час випробувального польоту безпілотного Exploration Flight Test 1 (EFT-1), який тривав 4 години та 24 хвилини, і був успішно завершений.

## Випуск
Світова прем'єра «Марсіянина» відбулася 11 вересня 2015 року на міжнародному кінофестивалі у Торонто. Також він буде показаний на кінофестивалі фантастики в Остіні 29 вересня 2015 року.
Спочатку фільм планувалося випустити наприкінці листопада 2015 року, але 20th Century Fox вирішила поміняти місцями дати випуску «Марсіянина» і «Віктора Франкенштейна», тому фільм вийде на початку жовтня.
У Los Angeles Times заявили, що НАСА і широка наукова спільнота очікують від фільму популяризації пілотованої місії астронавтів на Марс. Ед Фінн, директор Центру з науки та уяви в Університеті штату Аризона, сказав, що стрічка допомагає уявити найближчий сценарій майбутнього, якого можна технічно досягти вже сьогодні. Проєкт-менеджер НАСА Джим Еріксон сказав, що фільм показує глядачам усі «ризики та вигоди» подорожі людини на Марс.

## Сприйняття
«Марсіянин» отримав позитивні відгуки від критиків. На вебсайті Rotten Tomatoes фільм має 93 % рейтинг, оснований на 44 рецензіях критиків, а його середній бал становить 7,4/10. На сайті критики дійшли згоди, що фільм розумний, захопливий, на диво смішний і дуже близький до роману-бестселера. На Metacritic фільм отримав 73 бали зі 100, які основані на 14 рецензіях, що означає «загальне схвалення».
Пітер Дебрюге з Variety заявив, що «Марсіянин» — захоплива й дуже реалістична розповідь про виживання в космічному просторі. Кінокритик The Guardian Генрі Барбс оцінив фільм на 3 бали з 5 і поставив його між «Чужим» та «Прометеєм» Рідлі Скотта, заявивши, що «Марсіянин» не є фантастичним, в будь-якому сенсі, і хизується відчуттям гри. «Для фільму про виживання йому бракує гострих відчуттів», — він додав. Лу Луменік з New York Post написав, що «Марсіянин» — найкращий фільм Рідлі Скотта і Метта Деймона, який схожий на «Інтерстеллар», але без метафізичних і емоційних прикрас.

## Визнання
| Нагороди та номінації фільму «Марсіянин» | Нагороди та номінації фільму «Марсіянин» | Нагороди та номінації фільму «Марсіянин» | Нагороди та номінації фільму «Марсіянин»                         | Нагороди та номінації фільму «Марсіянин» | Нагороди та номінації фільму «Марсіянин» | Нагороди та номінації фільму «Марсіянин» |
| Рік                                      | Кінопремія / Кінофестиваль               | Категорія / Нагорода                     | Номінант                                                         | Результат                                | Дж                                       |                                          |
| ---------------------------------------- | ---------------------------------------- | ---------------------------------------- | ---------------------------------------------------------------- | ---------------------------------------- | ---------------------------------------- | ---------------------------------------- |
| 2016                                     | Премія «Золотий глобус»                  | Найкращий фільм — комедія або мюзикл     | стрічка                                                          | Перемога                                 | [ 30 ]                                   |                                          |
| 2016                                     | Премія «Золотий глобус»                  | Найкращий актор — комедія або мюзикл     | Метт Деймон                                                      | Перемога                                 | [ 30 ]                                   |                                          |
| 2016                                     | Премія «Золотий глобус»                  | Найкращий режисер                        | Рідлі Скотт                                                      | Номінація                                | [ 30 ]                                   |                                          |
| 2016                                     | Премія БАФТА                             | Найкращий режисер                        | Рідлі Скотт                                                      | Номінація                                | [ 31 ] [ 32 ]                            |                                          |
| 2016                                     | Премія БАФТА                             | Найкраща чоловіча роль                   | Метт Деймон                                                      | Номінація                                | [ 31 ] [ 32 ]                            |                                          |
| 2016                                     | Премія БАФТА                             | Найкращий звук                           | Пол Мессі, Мак Рут, Олівер Тарні і Марк Тейлор                   | Номінація                                | [ 31 ] [ 32 ]                            |                                          |
| 2016                                     | Премія БАФТА                             | Найкраща робота художника-постановника   | Селія Бобак і Артур Макс                                         | Номінація                                | [ 31 ] [ 32 ]                            |                                          |
| 2016                                     | Премія БАФТА                             | Найкращі візуальні ефекти                | Кріс Лоуренс, Тім Ледбері, Річар Стаммерс і Стівен Ворнер        | Номінація                                | [ 31 ] [ 32 ]                            |                                          |
| 2016                                     | Премія БАФТА                             | Найкращий монтаж                         | П'єтро Скалія                                                    | Номінація                                | [ 31 ] [ 32 ]                            |                                          |
| 2016                                     | Премія «Оскар»                           | Найкращий фільм                          | «Марсіянин»                                                      | Номінація                                | [ 33 ] [ 34 ]                            |                                          |
| 2016                                     | Премія «Оскар»                           | Найкращий актор                          | Метт Деймон                                                      | Номінація                                | [ 33 ] [ 34 ]                            |                                          |
| 2016                                     | Премія «Оскар»                           | Найкращий адаптований сценарій           | Дрю Годдард                                                      | Номінація                                | [ 33 ] [ 34 ]                            |                                          |
| 2016                                     | Премія «Оскар»                           | Найкращий звуковий монтаж                | Олівер Тарні                                                     | Номінація                                | [ 33 ] [ 34 ]                            |                                          |
| 2016                                     | Премія «Оскар»                           | Найкращий виробничий дизайн              | Селія Бобак, Артур Макс                                          | Номінація                                | [ 33 ] [ 34 ]                            |                                          |
| 2016                                     | Премія «Оскар»                           | Найкращий звук                           | Пол Мессі, Марк Тейлор, і Мак Рут                                | Номінація                                | [ 33 ] [ 34 ]                            |                                          |
| 2016                                     | Премія «Оскар»                           | Найкращі візуальні ефекти                | Андерс Ленглендс, Кріс Лоуренс, Річард Стаммерс, і Стівен Ворнер | Номінація                                | [ 33 ] [ 34 ]                            |                                          |

## Наукова достовірність
Джеймс Л. Грін, директор відділу планетології в НАСА, працював консультантом фільму, і високо оцінив відданість кінематографістів науковій точності. Фільм перейняв скрупульозність і надлишок технічних деталей роману Енді Віра. Процес електролізу, який головний герой використовує у фільмі для видобутку води, є науково-точним і НАСА використовує його для запланованого марсохода. Радіоізотопний термоелектричний генератор також використовують для отримання електроенергії. Попри це, є ряд похибок: так, на Марсі швидкість пилових бурь може досягати 190 кілометрів на годину, але атмосферний тиск занадто низький для вітру, щоб завдати показаної у фільмі шкоди. Також марсіанська гравітація становить близько 40 % від земної, але Рідлі Скотт вирішив не показувати цю різницю, оскільки віддав перевагу зйомкам в реальній місцевості. Скотт заявив, що скафандри слугують тягарем для астронавтів на Марсі.

### Цікаві факти
- Можливість вирощування картоплі в модельованих умовах Марса була спочатку відтворена студентами університету штату Нью-Йорк у Баффало в рамках студентської програми космічних експериментів, пізніше підтримана Національним центром Землі та космічної науки в США[39] та підтверджена Міжнародним центром картоплі[40].